# Електрокінетичний потенціал

Схема концентрації іонів і різниця потенціалів як функції відстані від зарядженої поверхні частинки, зваженої в дисперсійному середовищі.

Електрокінетичний потенціал (дзета-потенціал), (рос. потенциал электрокинетический (дзета-потенциал), англ. electrokinetic potential, нім. elektrokinetisches Potential n, ζ-Potential n) — потенціал, що виникає на площині ковзання подвійного електричного шару внаслідок відриву його дифузної частини від адсорбційно зв'язаної нерухомої частини. Дзета-потенціал (ζ -потенціал) визначає заряд дифузного шару і є мірою інтенсивності електрокінетичних явищ у міжфазній області.
Електричний потенціал на границі фаз між твердим тілом та рідиною. У колоїдах він виникає в йонному шарі заряджених колоїдних частинок. Нейтралізація цього потенціалу може викликати осадження колоїду. Проявляється при гідродинамічних дослідженнях, зокрема при електрофорезі. Дія електричного поля на заряд збалансовується в'язкістю так, що частинка рухається зі сталою швидкістю. Вимірювання в статичних умовах дають інше його значення.
Знак і значення ζ-потенціалу широко використовуються для характеристики електричних властивостей поверхні при розгляді адсорбції, адгезії, агрегативної стійкості дисперсних систем, структуроутворенні в матеріалах та інших процесів, де існують електрокінетичні явища.

## Методика визначення дзета-потенціалу
Схема установки для електростатичних досліджень показана на рис. 1. Установка дозволяє визначати величину осмотичного переміщення рідини, її питому електропровідність і поверхневу провідність порошкової діафрагми.
Електроосмотична установка (ЕОУ) виконана з органічного скла та містить такі елементи: 1 — знімна склянка для досліджуваного порошку; 2 — бічні камери; 3 — градуйовані капіляри; 4 — електролітичні агарові ключі; 5 — допоміжні бюретки; 6 — платинові плоскі електроди; 7 — знімні фільтри; 8 — платинові стрижневі електроди; 9 — електролітичні судини з мідними електродами.
Електрична схема зовнішніх з'єднань ЕОУ представлена на рис. 2. Для зміни напрямку електроосмотичного переносу рідини слугує перемикач T1, контроль струму здійснюється міліамперметром із межами вимірювань 0—10 мА. Визначення електропровідності розчину (v) і поверхневої провідності діафрагми (s) здійснюється за допомогою електродів (8) і (6), вимірювального моста (ВМ) і генератора (ЗГ), що працює на частоті 1000 Гц.
Методика вимірювань дзета-потенціалу. Досліджуваний вугільний порошок вузького класу крупності 50—100 мкм приводиться до необхідного ступеня сорбційної рівноваги з рідкою фазою визначеного йонного складу. У вологому стані проба вугілля поміщається в знімну склянку (1), один торець якої закритий фільтром (7), і ущільнюється вібраційним впливом до заповнення. Закрита другим фільтром склянка з отриманою діафрагмою затискається між бічними камерами (2), після чого установка через бюретки (5) заповнюється бічною рідиною до повного витиснення повітряних порожнин. За допомогою кранів бюреток виставляються меніски горизонтальних капілярів на нульові позначки. Від джерела постійного струму через електролітичні ключі подається напруга і фіксується час початку електроосмотичного переносу (ЕОП).
Для зниження впливу хімічного «отруєння» діафрагми сумарний час вимірювань обмежується 20—25 секундами. Величина об'ємного ЕОП оцінюється зсувом менісків у капілярах за фіксований час.
Після виконання дослідів з ЕОП вимірюються об'ємна та поверхнева провідності компонентів системи.